# Università di Anversa
L'Università di Anversa (in olandese: Universiteit Antwerpen) è una delle principali università belghe ed ha sede nella città di Anversa.

## Storia
Le radici dell'università risalgono alla scuola Sint-Ignatius Handelshogeschool (Scuola superiore di commercio Sant'Ignazio) fondata dai Gesuiti ad Anversa nel 1852. Questa fu una delle prime business school europee ad offrire diplomi universitari formali. In seguito ha aperto una Facoltà di Lettere e Filosofia (che comprendeva studi di Legge) e una Facoltà di Scienze politiche e sociali. È stata ribattezzata Universitaire Faculteiten Sint-Ignatius Antwerpen (UFSIA) negli anni sessanta, quando il governo belga gli ha concesso lo status di università. Nei primi anni settanta l'UFSIA si unì in una confederazione con il "Rijksuniversitair Centrum Antwerpen" (RUCA) e l'"Universitaire Instelling Antwerpen" (UIA), istituzioni pubbliche.
Nel 2003 UFSIA, RUCA e UIA si fusero nell'Università di Anversa per diventare la prima università esplicitamente pluralista in Belgio, offrendo percorsi filosofici, etici e spirituali e l'apertura alla religione e al dialogo interculturale. Ben presto divenne la terza più grande università delle Fiandre con 20000 studenti. Per affrontare le sfide poste dall'internazionalizzazione dell'istruzione e della ricerca europea, l'Università fa parte dell'Associazione Universitaria di Anversa (AUHA). L'influenza cattolica che i gesuiti hanno avuto in UFSIA continua attraverso il Saint Ignatius University Center (UCSIA), Anversa, fondato nel 2003.

## Struttura
L'Università di Anversa è organizzata in nove facoltà:
- Economia applicata
- Farmacia, veterinaria e scienze biomediche
- Legge
- Lettere e filosofia
- Medicina e scienze della salute
- Scienze
- Scienze del design
- Scienze per l'ingegneria applicata
- Scienze sociali